# Johann Adam von Seyffertitz
Johann Adam von Seyffertitz (* 23. März 1666; † 5. September 1736) war ein kursächsischer Generalleutnant. Er war auch Herr auf Goldhausen zu Jahna, Glaubitz, Straucha und Hirschfeld.

## Leben
Seine Eltern waren Georg Rudolf von Seyffertitz (1629–1702) und dessen Ehefrau Sabine Christine von Kökeritz (1639–1702).
Hanns Adam wurde zusammen mit seinen 4 Brüdern 1711 von König August dem Starken in den Reichsfreiherrenstand erhoben. Seine Brüder waren: der Geheime Rat Georg Rudolf von Seyffertitz (1664–1740), Oberstleutnant Georg Haubold (1670–1746), der Oberküchenmeister Adolf (1671–741) und der hessische Oberst Georg Rudolf (1684–1755).
Er wurde am 10. August 1715 zum Generalleutnant ernannt.

## Familie
Seyffertitz heiratete am 18. Mai 1701 Johanna Louisa von Pflug (* 29. September 1686; † 2. Mai 1751) aus dem Hause Strehla, eine Tochter des Kammerherren Hanns Siegmund von Pflugk (* 11. Oktober 1649; † 4. Dezember 1710). Das Paar hatte mehrere Kinder:
- August Gottlob († 21. Dezember 1761), Kammerherr
- Hans Rudolf (1702–1705)
- Christina Sophie (1704–1705)
- Adolf Siegmund (* 1703; Jung)
- August Gottlob (1707–1741) ⚭ Christina Salome von Hund
- Hans Adam (1710–1711)
- Johanna Luise (1712-–713)
- Johanna Henriette (1714–1765) ⚭ Carl Gottlob von Hopffgarten (1704–1765), Domdechant
- Rudolf Gottlob (1716–1741)
- Christina (1717–1717)
- Hans Gottlob (1722–1780) ⚭ Johann Frederica von Pistorius (* 9. Oktober 1715; † 30. April 1756)[2]